# Hybrydyzacja grążyc

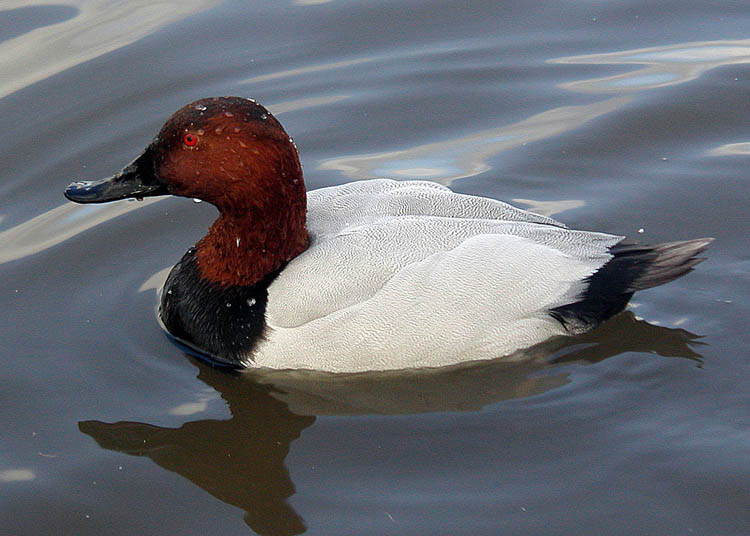
Mieszaniec głowienki zwyczajnej (Aythya ferina) i głowienki długodziobej (Aythya valisineria)

Hybrydyzacja grążyc – zjawisko hybrydyzacji ptaków z plemienia Aythini w rodzinie kaczkowatych (Anatidae). 
Mieszańce międzygatunkowe u kaczkowatych są bardzo rzadkie, zdarzają się częściej u grążyc (plemię Aythini) i gęsi (podrodzina Anserinae) niż u kaczek pływających (plemię Anatini). Mieszaniec ma większe szanse na pojawienie się, gdy jeden z gatunków rodzicielskich jest rzadszy od drugiego. 
Bariery międzygatunkowe przełamują się, wtedy gdy jeden z osobników rodzicielskich ma do dyspozycji jedynie przedstawicieli innego, podobnego gatunku.

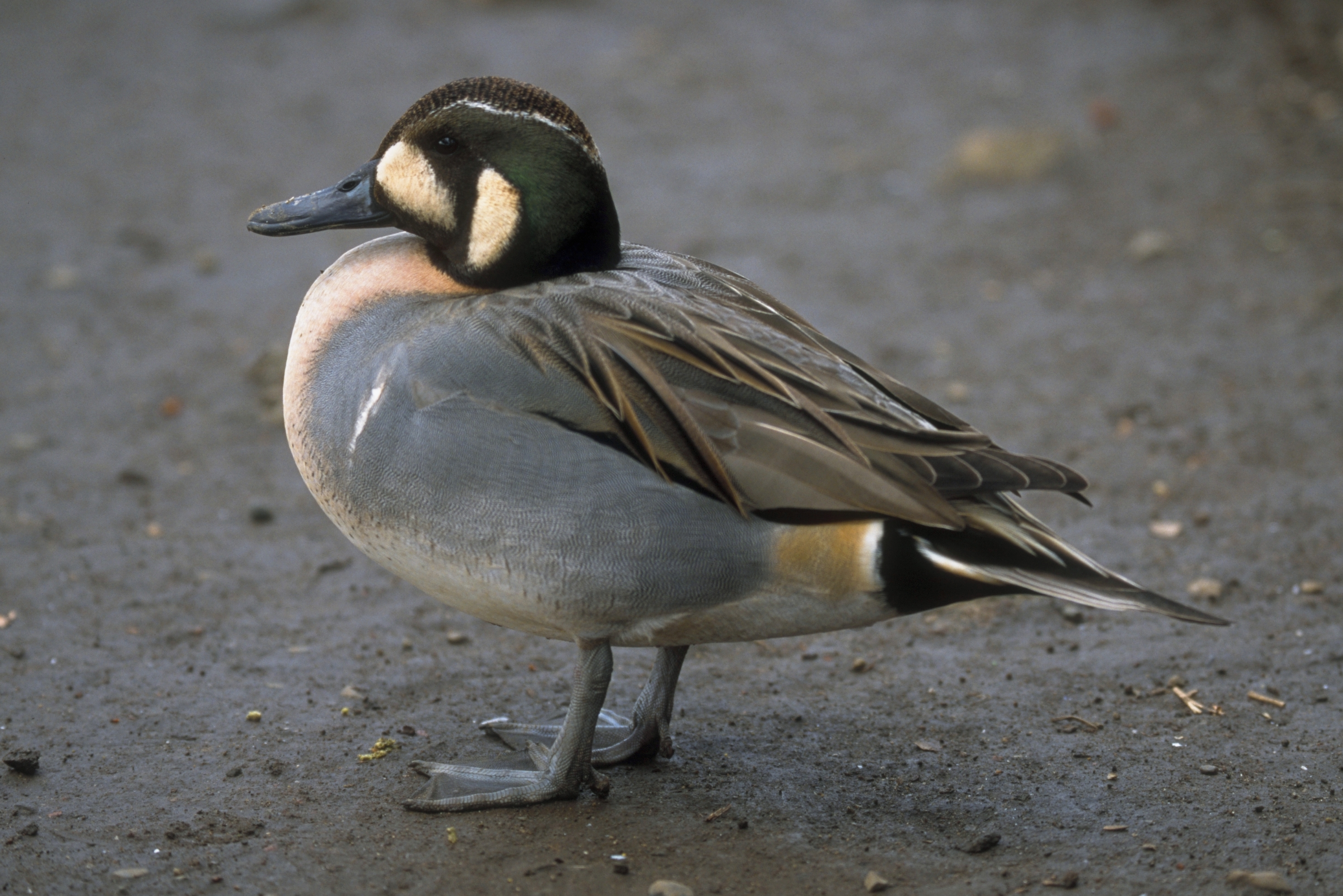
Rzadki mieszaniec z plemienia Anatini – krzyżówka cyraneczki bajkalskiej (Sibirionetta formosa) i rożeńca (Anas acuta)

## Przykładowe mieszańce grążyc
| Mieszaniec                                  | gatunek mylony                                     | Różnice | Pojawy w Europie i na świecie |
| ogorzałka zwyczajna x czernica              | ogorzałka zwyczajna                                | u mieszańca ciemniejsze barkówki i grzbiet niż u samca ogorzałki, często delikatniejszy i bardziej rozmyty falisty rysunek na grzbiecie. Czarny stojący czubek na głowie. Samica tego mieszańca przypomina wyglądem ogorzałki zwyczajnej, lecz ma dużo bieli w okolicach dzioba, brak śladów czubka i ciemniejszy grzbiet niż boki. Niektóre samice tego mieszańca mogą mieć mniej czerni na dziobie i śladowy czub.                                                                 | Islandia, Wielka Brytania, Niemcy, Norwegia, Francja, Hiszpania, Irlandia |
| głowienka zwyczajna x podgorzałka zwyczajna | podgorzałka zwyczajna (samiec)                     | mieszaniec ten może powstać w wyniku skrzyżowania podgorzałki zwyczajnej i niezidentyfikowanego mieszańca kaczkowatego (patrz: Głowienka), jednak ten drugi bardziej przypomina podgorzałkę. Od podgorzałki odróżnia go pomarańczowe lub żółte oko, pierś ciemniejsza niż boki oraz delikatny falisty rysunek na grzbiecie i bokach. Podogonie białe z czarnymi plamami. | Polska, Norwegia, Czechy, Ukraina, Austria, Słowenia, Włochy, Korsyka, Francja, Holandia, Belgia, Niemcy, Szwecja, Wielka Brytania, Maroko, Bułgaria, Grecja, Rosja, Japonia |
| głowienka zwyczajna x czernica              | ogorzałka mała (samiec) i czernica (samiec spocz.) | Istnieją dwa arianty tego mieszańca: 1 – hybryda samca głowienki i samicy czernicy i 2 – hybryda samca czernicy i samicy głowienki. Pierwszy przypomina samca czernicy w szacie spoczynkowej, jednak różni się ciemniejszym okiem, krótszy czubek i niezupełnie czarne upierzenie z falistym rysunkiem. Boki są ciemniejsze. Drugi mieszaniec przypomina wyglądem ogorzałkę małą, ale ma ciemniejszy grzbiet z niewyraźnym falistym rysunkiem, a koniec dzioba jest bardziej czarny. | Polska, Niemcy, Czechy, Słowacja, Austria, Węgry, Luksemburg, Belgia, Holandia, Wielka Brytania, Francja, Andora, Hiszpania, Dania, Norwegia, Finlandia                      |
| czernica x czerniczka                       | czerniczka (samiec)                                | Hybryda ta ma cechy przejściowe między swymi gatunkami rodzicielskimi, jednak bardziej podobny jest do samca czerniczki. Krzyżówka ta jednak posiada mały czubek i występuje silna redukcja białej obwódki wokół nasady dzioba, jak i białego klina w przedniej części boku. Ma także biały pasek skrzydłowy. | Widywany na Islandii, Danii, Wielkiej Brytanii oraz w Ameryce Północnej, w Nebrasce                                                                                          |